# 3. Mojzesova knjiga
3. Mojzesova knjiga (hebrejsko וַיִּקְרָא‬, latinizirano: Vayikra, dob. 'je poklical'; latinsko Leviticus, poslovenjeno Levitik; kratica 3 Mz) je tretja knjiga Stare zaveze. Sestavlja jo 27 poglavij. Večina knjige (poglavja 1–7 & 11–27) sestavljajo govori Boga Mojzesu, katere mora ponoviti ljudstvu. Dogodki 3. Mojzesove knjige se nahajajo v puščavi, po tem ko so Izraelci dosegli goro Sinaj. Bog Izraelcem in njihovim duhovnikom daje navodila za opravljanje daritev v shodnem šotoru.
3. Mojzesova knjiga vključuje vrsto zapovedi oz. prepovedi. Nekatere so ritualne, druge pravne, spet druge moralne narave; prepoved uživanja mesa nečistih živali (poglavje 11), prepoved abnormalnih spolnih odnosov (poglavje 18), razni moralni predpisi (poglavje 19), Božji prazniki (poglavje 23). V knjigi je velik poudarek na spravnih daritvah, ki omogočajo spravo za greh (poglavja 4-5) in odpravo nečistosti (poglavja 11-16), da lahko Bog biva v shodnem šotoru v sredi svojega izvoljenega ljudstva Izraela.